# Borwick (Angleterre)
Pour les articles homonymes, voir Borwick.
Borwick est un village et une paroisse civile du Lancashire, en Angleterre.